# Italpizza
Italpizza è un'azienda alimentare italiana specializzata nella produzione e commercializzazione di pizze surgelate. Fondata nel 1991 in Emilia Romagna, al 2023 conta circa 1 600 addetti e ha una capacità produttiva annua di 435 milioni di pizze all'anno.

## Storia
Nel 1991, in Emilia Romagna viene fondata Italpizza S.r.l., azienda che si occupa di produrre con un esclusivo processo artigianale pizze surgelate.
Nel 1998 l'azienda concentra tutte le sue attività produttive nello stabilimento di Modena. Nel 2006 lo stabilimento viene ulteriormente ampliato per favorire l'inserimento di nuove linee produttive.
Nel 2008 il controllo di Italpizza viene ceduto al gruppo inglese Bakkavor, mentre la gestione dell'azienda resta nelle mani del fondatore.
Nel 2014 viene avviato, da parte di Pederzini, un processo di ri-acquisizione aziendale dettato dalla volontà di lanciare il marchio Italpizza sul mercato nazionale ed estero.
Nel 2015 l’azienda torna al 100% italiana: viene acquisita dalla holding controllata da Pederzini ed esordisce sul mercato nazionale con un prodotto a marchio proprio e con la gamma rettangolare “26x38”. Nel 2018 Italpizza lancia la gamma "12x30".
Nel 2019 il Gruppo Italpizza acquisisce l'ex concorrente Antico Forno a Legna S.p.A. di Mortara (PV) e specializza lo stabilimento nella produzione di prodotti di alta qualità. Nel 2022 acquisisce la spagnola “Pizza Artesana" S.L. di Malgrat de Mar, a 60 chilometri da Barcellona. Nel 2023 perfeziona l'acquisizione dell'azienda concorrente Mantua Surgelati S.p.A. di Castelbelforte (MN): può ora produrre anche gelati e pasta. Grazie all'acquisizione raggiunge una capacità produttiva annua di 435 milioni di pizze.
Il Gruppo Italpizza esporta in 60 paesi al mondo. Nel 2002 ha fatturato circa 203 milioni di euro.

## Il processo produttivo
I prodotti di Italpizza sono caratterizzati da una lavorazione semi-artigianale: lievitazione di oltre 24 ore, stenditura manuale della pasta, cottura in forno a legna sono gli elementi principali che qualificano i prodotti dell’azienda.